# Steven Lindsey
Steven Wayne Lindsey  (født 24. august 1960 i Arcadia, Californien) Han er NASA-astronaut og fra 2006 til 2009 var han chef for NASA's astronautkorps. Lindsey har fløjet fire gange, og er i gang med den femte rumfærge-mission. 